# Преступность в ЮАР

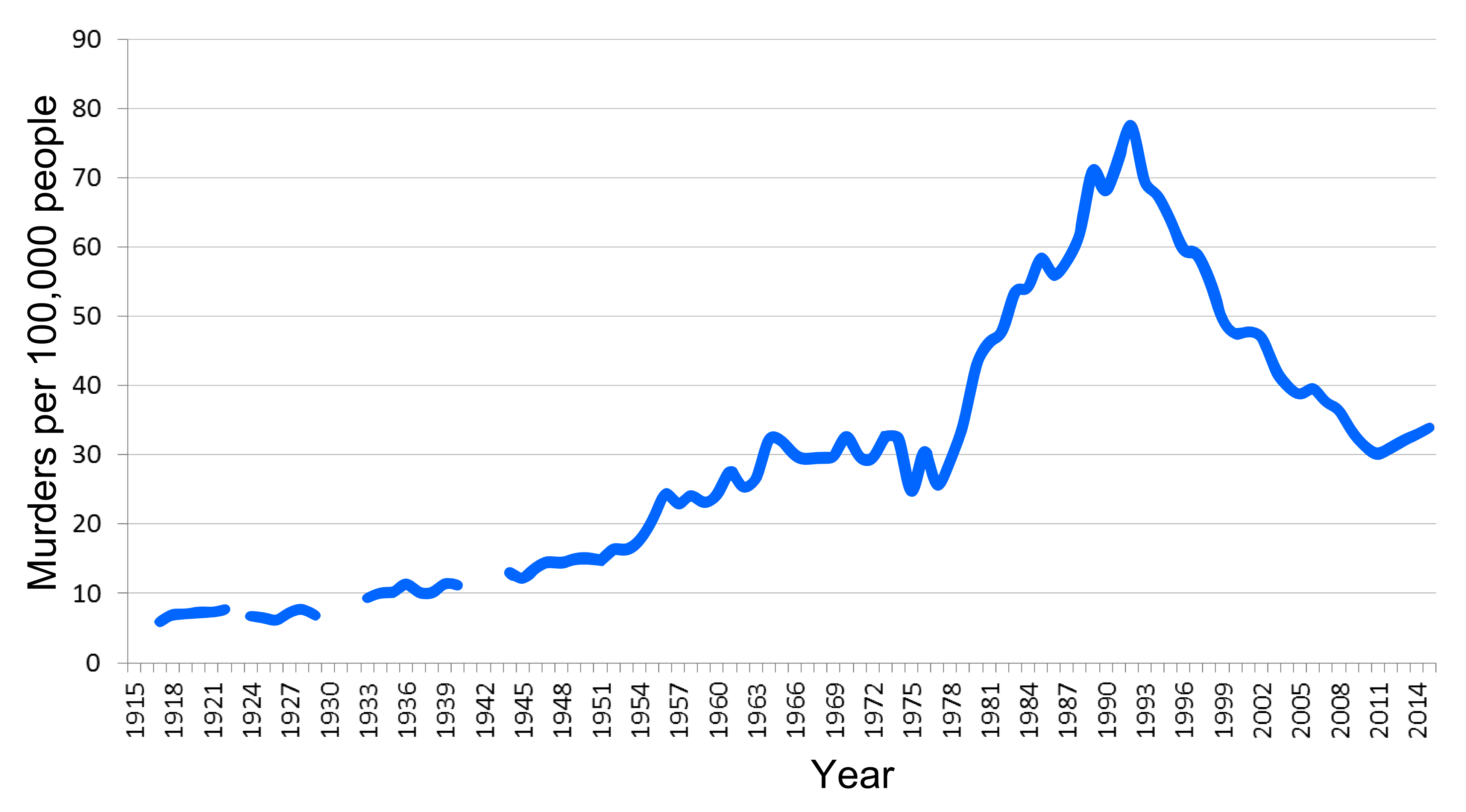
Уровень преступности в ЮАР по годам (убийств на 100 тысяч жителей)

Южно-Африканская Республика — страна с высоким уровнем преступности в крупных городах.

## Статистика
Уровень зарегистрированных преступлений в ЮАР начал расти с середины 1980-х годов, динамично повышаясь в начале 1990-х и продолжив рост в течение первой половины 2000-х. Ожидания снижения уровня насильственных преступлений после 1994 года не подтвердились. Была отмечена некоторая стабильность в период с 1995 по 1996 год, но с тех пор преступность продолжает расти.
Согласно сведениям 2018 года от сервиса Numbeo, собирающего данные о качестве жизни в различных странах, в первую десятку рейтинга самых криминальных городов мира вошли: Дурбан, Йоханнесбург, Претория. Из-за сильного социального расслоения в стране общий уровень преступности, в том числе организованной, достаточно высок, однако, основная часть криминалитета сосредоточена в бедных районах крупных городов — Йоханнесбурга и Кейптауна, считающихся одними из самых криминогенных мегаполисов в мире. Широко распространены тяжкие преступления — убийства, грабежи, насилие. В среднем, ежедневно на территории государства совершается около 50 убийств. В туристических местах наблюдается повышенная активность карманников и финансовых мошенников.

## Причины
На постоянно поддерживающийся высокий уровень преступности в ЮАР оказал влияние политический и социально-экономический переходный период. Прослеживается связь между насильственным прошлым страны и современной криминальной обстановкой, распространение огнестрельного оружия способствует росту организованной преступности, демографические изменения и последствия плохо функционирующей системы уголовного правосудия также сыграли отрицательную роль..

### Жестокое прошлое
Между серединой 1950-х и концом 1980-х годов было введено множество законодательных актов, связанных с апартеидом и внутренней безопасностью. То, что считалось нормой в свободном обществе — было признано криминальным. Политически мотивированные забастовки; действия лиц одной расы, работающих, живущих или проводящих досуг в районах, отведенных для лиц другой расы; межрасовый секс; обладание «подрывной» литературой — от «Кама-сутры» до «Капитала» Маркса — всё это считалось уголовным преступлением.
Поскольку легитимность южноафриканского правительства в то время снижалась, а оппозиция усиливалась, различие между политическими и криминальными действиями стало размытым. Действия апартеида были классифицированы как преступные. Государственные силы безопасности совершали преступления и проявляли презрение к верховенству закона в своем рвении подавить власть политической оппозиции. Те, кто участвовал в «борьбе», особенно с середины 1980-х годов и далее, считали оправданными формы насилия как законного воздействия против системы. Насильственные преступления часто рассматривались и оправдывались их исполнителями как законная защита против политических противников и врагов. Результатом стало общество, в котором использование насилия для достижения политических и личных целей получило широкое распространение.

### Культура насилия
Некоторые объяснения высокого уровня насильственных преступлений относятся к политической истории Южной Африки, предполагая, что семьи страдали от «институционального насилия» десятилетиями в результате массовой высылки и политики апартеида в отношении трудящихся-мигрантов. Вызванное этим ослабление семейной единицы и родительского контроля над детьми стимулировало преступное поведение среди молодежи. В то время как стратегия неуправляемости освободительных движений теоретически была направлена против государства апартеида, имели место и другие разрушительные последствия. В процессе дестабилизации деятельности местных органов власти, проведения кампаний против чернокожих полицейских и призывов к народной войне, в которой, в частности, принимала участие молодежь, был развязан массовый террор в негритянских общинах, что породило культуру насильственного беззакония и снижение авторитета представителей власти. С 1994 года практически ничего не делается для того, чтобы обратить вспять эти тенденции и привлечь молодежь ЮАР к возвращению в общество, управляемое верховенством права. Теория «культуры насилия» также подтверждает, что последствия апартеида в сочетании с годами политического террора и сохраняющаяся подверженность насилию в семье породили разрушительную культуру, которая проявляется в том, что южноафриканцы быстро прибегают к жестокости и применению силы как средству разрешения конфликтов — будь то бытовая, социальная или рабочая среда.

## Помощь жертвам преступлений
В некоторых населённых пунктах ЮАР существуют специальные центры, оказывающие помощь жертвам насилия. Один из них — Remmogo Victim Support Centre  в небольшой деревне Лероро (англ.  Leroro), рядом с полицейским участком. Основная функция центра — оказание психологической помощи жертвам уличных ограблений и домашнего насилия, но, как правило, клиенты, в основном, принадлежат ко второй категории, преимущественно — женщины.